# مونفورد (تنسی)
مونفورد(به انگلیسی: Munford) شهری در ایالت تنسی کشور ایالات متحده آمریکا است که جمعیت آن در سرشماری سال ۲۰۱۰ میلادی، ۵٬۹۲۷ نفر بوده‌است.